# Фрес (Германия)
Фрес (нем. Vrees) — община в Германии, в земле Нижняя Саксония.
Входит в состав района Эмсланд. Подчиняется управлению Верльте. Население составляет 1673 человека (на 31 декабря 2010 года). Занимает площадь 37,56 км².

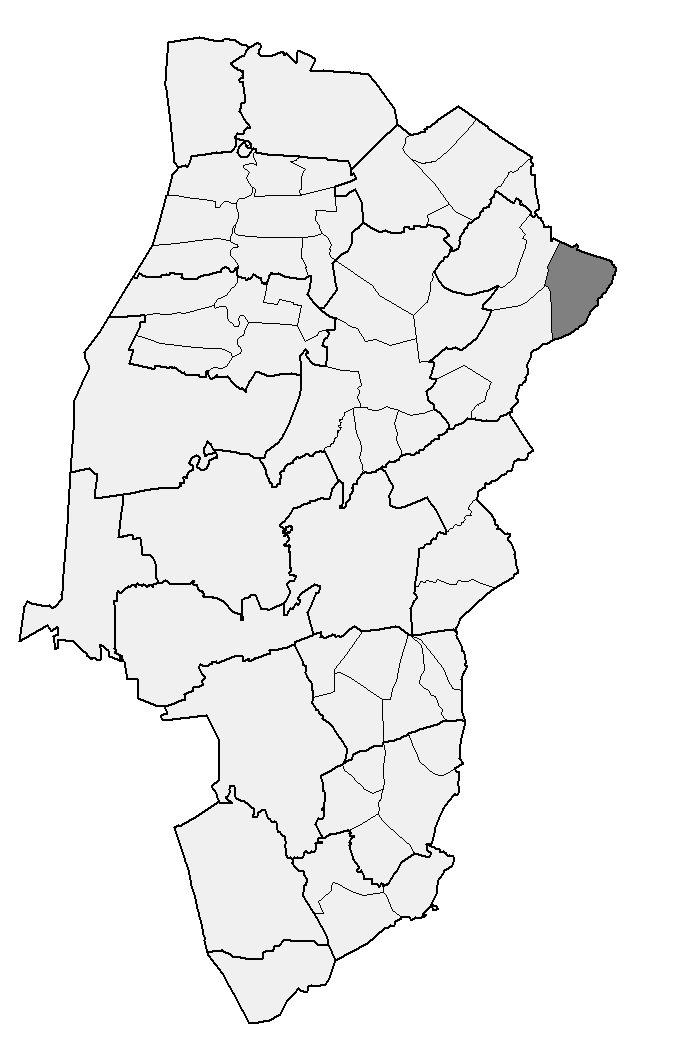
Фрес

| Год  | Население |
| ---- | --------- |
| 1990 | 1116      |
| 1995 | 1303      |
| 2000 | 1367      |
| 2005 | 1593      |
| 2010 | 1622      |